# Amaralia hypsiura
Amaralia hypsiura är en fiskart som först beskrevs av Kner 1855.  Amaralia hypsiura ingår i släktet Amaralia och familjen Aspredinidae. Inga underarter finns listade i Catalogue of Life.
Arten förekommer i Amazonfloden och dess bifloder. Den blir upp till 13,3 cm lång.